# Dušan Vukotić
Dušan Vukotić (7. února 1927 Bileća – 8. července 1998 Krapinske Toplice) byl jugoslávský a chorvatský kreslíř a animátor narozený na území dnešní Bosny a Hercegoviny, s černohorskými kořeny. Je nejznámějším představitelem záhřebské animátorské školy. Jeho snímek Surogat získal v roce 1961 Oscara za nejlepší krátký animovaný film a stal se prvním zahraničním filmem, kterému se to podařilo. Další z Vukotićových filmů, Igra, byl nominován na Oscara v roce 1964. K jeho dalším známým krátkým animovaným filmům patří Cowboy Jimmy (1957), Veliki strah (1958), Koncert za masinsku pusku (1958), Kráva na měsíci (1959), Piccolo (1959) nebo Náhražka (1961). Od plně realistické animace se postupně posunul k animaci modernistické, aby se propracoval k animaci radikálně redukované.

## Život
Jeho otec Radovan Vukotić byl podplukovník královské jugoslávské armády, který byl zajat v blízkosti Gornji Milanovac během německé invaze do Jugoslávie a zbytek druhé světové války strávil v zajateckém táboře v Osnabrücku. Jeho matka Darinka, rodným jménem Vučinićová, byla dcerou Milutina Vučiniće, bývalého exilového černohorského premiéra.
Sám Dušan byl od roku 1944 v partyzánském hnutí. V partyzánském tisku také publikoval první karikatury, po válce pak v novinách Vjesnik, Jež a Kerempuh, kde v roce 1953 vyšel též komiks Špiljo i Goljo – pravěcí lidé (knižně vyšel v roce 2013). Vystudoval architekturu na Technické fakultě Záhřebské univerzity, absolvoval v roce 1951. Roku 1950 natočil první animovaný film. V roce 1953 se stal jedním ze zakládajících členů Zagreb Filmu. Pracoval tam více než čtyři desetiletí. V 50. a na začátku 60. let točil krátké kreslené filmy, jimiž se proslavil nejvíce. Ke konci 60. letech se odklonil jiným směrem a začal točit hrané celovečerní filmy, které ovšem nedosáhly takového uznání jako jeho animovaná tvorba. Patří k nim fantasy příběh pro děti Sedmi kontinent (1966), akční film Akcija Stadion (1977) o odporu záhřebských studentů vůči ustašovské separaci Židů a Nežidů v Záhřebu v roce 1941 nebo v československé koprodukci natočená sci-fi-hororová parodie Gosti iz galaksije (1981), česky uvedeno jako Monstrum z galaxie Arkana. Spoluautorem scénáře tohoto snímku byl Miloš Macourek.
Vukotić též vyučoval filmovou režii na Záhřebské akademii dramatických umění od založení její filmové katedry v roce 1967 až do svého odchodu do důchodu na počátku 90. let. Roku 1975 byl jmenován profesorem. V roce 1973 se stal členem Černohorské akademie věd a umění. V roce 1994 obdržel cenu za celoživotní dílo na festivalu Animafest Zagreb, který v roce 1972 zakládal a v letech 1972-1978 byl jeho uměleckým vedoucím.